# Городище (Сарненський район)
Городи́ще — село в Україні, у Сарненському районі Рівненської області. Підпорядковується Висоцькій сільській громаді. Населення становить 580 осіб (2011). Герб села є промовистим.
У селі Городище діють такі установи: фельдшерсько — акушерський пункт побудований в 1976 році, Магазин збудовано в 1986 році. Клуб і бібліотека збудовано в 1983 році.[джерело?]

## Назва
Саме слово «Городище» — старослов'янське, означає град, укріплення.[джерело?] Польською мовою згадується як Horodyszcze.

## Географія

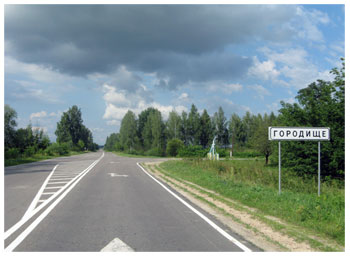
Початок с. Городище

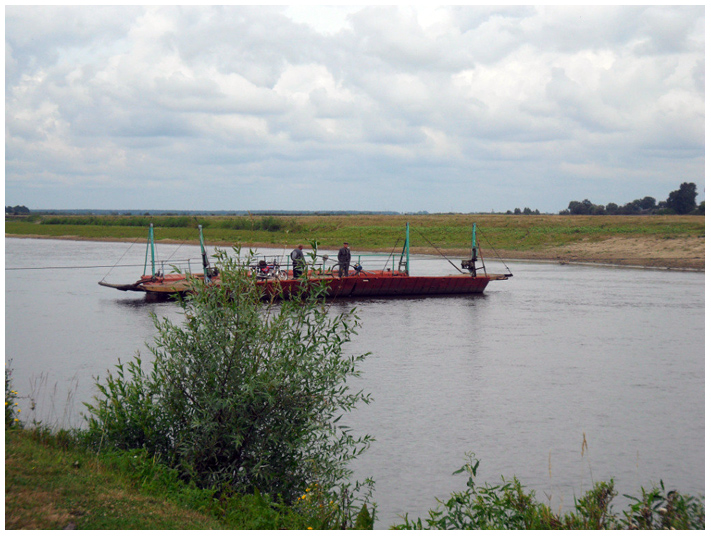
Переправа між селами Смородськ та Городище

Село розташоване на півночі Дубровицького району, за 29 км від районного центру м. Дубровиця на лівому березі річки Сирень (притока Горині), яка неподалік села впадає в Горинь. Поблизу села розташований пункт контролю Городище — Столін на кордоні з Білоруссю. В селі починається автомобільний шлях Н25.
Поблизу села розташований пункт контролю Городище — Столин на кордоні з Білоруссю. Межує з такими селами, як: Верхній та Нижній Теребежів (Столинський район, Білорусь), Смородськ (через річку Горинь, що переправою між селами є пором) та село Тумень.
Площа села — 0,64 км². Поблизу села — річка Горині. Згідно з дослідженням 2017 року, за яким оцінювалися масштаби антропогенної трансформації території Дубровицького району внаслідок несанкціонованого видобутку бурштину, екологічна ситуація села характеризувалася як «задовільна».
Сусідні населені пункти:

### Клімат
Клімат у селі вологий континентальний («Dfb» за класифікацією кліматів Кеппена). Опадів 627 мм на рік. Найменша кількість опадів спостерігається в березні й сягає у середньому 29 мм. Найбільша кількість опадів випадає в червні — близько 90 мм. Різниця в опадах між сухими та вологими місяцями становить 61 мм. Пересічна температура січня — -5,6 °C, липня — 18,6 °C. Річна амплітуда температур становить 24,2 °C.
| Клімат Городища                   | Клімат Городища | Клімат Городища | Клімат Городища | Клімат Городища | Клімат Городища | Клімат Городища | Клімат Городища | Клімат Городища | Клімат Городища | Клімат Городища | Клімат Городища | Клімат Городища | Клімат Городища |
| Показник                          | Січ.            | Лют.            | Бер.            | Квіт.           | Трав.           | Черв.           | Лип.            | Серп.           | Вер.            | Жовт.           | Лист.           | Груд.           | Рік             |
| Середній максимум, °C             | −2,5            | −1,3            | 3,4             | 12,4            | 19,3            | 23,0            | 24,0            | 23,2            | 18,4            | 12,0            | 5,0             | 0,0             | 11,4            |
| Середня температура, °C           | −5,6            | −4,5            | −0,3            | 7,5             | 13,7            | 17,6            | 18,6            | 17,7            | 13,3            | 7,9             | 2,4             | −2,5            | 7,2             |
| Середній мінімум, °C              | −8,6            | −7,7            | −3,9            | 2,7             | 8,2             | 12,2            | 13,3            | 12,3            | 8,3             | 3,8             | −0,1            | −5              | 3,0             |
| Норма опадів, мм                  | 37              | 31              | 29              | 45              | 59              | 90              | 86              | 66              | 57              | 42              | 42              | 43              | 627             |
| --------------------------------- | --------------- | --------------- | --------------- | --------------- | --------------- | --------------- | --------------- | --------------- | --------------- | --------------- | --------------- | --------------- | --------------- |
| Джерело: Climate-Data.org (англ.) |                 |                 |                 |                 |                 |                 |                 |                 |                 |                 |                 |                 |                 |

## Історія
Село вперше згадується 1720 року.
Познайомимось з історією нашого села з розповідей старожилів його. Всі вони, а це: Пилипчук М. П., Новик Г. Т., Бик Л. Ф., Хомицька О. Д., Хомицька Ф. Г. розповідають, що наше село почало засновуватися із Дворця (зараз називається вулиця).
Згадує Бик Любов Федорівна 1936 р.н. про те, що розповідала її бабуся. Дворець був збудований з круглого дерева. І Дворець і хати були огороджені круглими високими околотами, це така огорожа із плашок дерева. Місцеві жителі ставили таку огорожу для захисту села. За цим околотом були городи наших предків. Потім на цих огородах стали будуватися люди. Зараз частину села називають «городами». І через те село стали називати Городищем. При вꞌїзді в село видно, що воно стоїть на підвищенні, тобто на горі. Населення села жило в тяжких умовах, розводили сільське господарство, тримали корів, волів, овець, коней, птицю, сіяли льон, жито, просо, гречку. Довгими вечорами пряли льон, вовну, ткали, шили одяг.[джерело?]
В ті часи жителі села носили домотканий одяг. Взуття було сплетене з липової та в'язової кори (це були постоли). В сімꞌях було по 8-10 дітей. Хто мав багато землі жили заможніше, а в хто не мав землі працювали в наймах. Так тривало до 1939 року. 1944 рік приніс в село нову хвилю горя. Були призвані на службу чоловіки. І більшість з них, необстріляних, загинули в тому ж 1944 році. Всього загинуло 130 мешканців с. Городище воювали на фронтах, 54 з них нагороджені орденами й медалями. 63 полягли на полі бою, не повернулись до рідної оселі 47 жителів села. В 1948 р. був організований колгосп «Перемога», у ньому нараховувалось 14 чоловік. Першим головою колгоспу був Пилипчук Дмитро. З часів буржуазно-поміщицької Польщі в селі була збудована школа в 1934 р. і був перший учитель поляк. Люди пам'ятають тільки прізвище — Урицький. Згодом в село приїхали дві вчительки, це були сестри Рома і Ніна Пенковські. Вони вчили нове покоління грамоти, сіяли в їхні серця добро. Ожили люди, побудували свій цегельний завод над річкою Сирет, млин, хату — читальню і клуб. Через деякий час цегельний завод було зруйновано (і зараз це місце називають «цегельня»). На місці заводу стояла кузня, яка славилась на всі околиці. Незмінним ковалем, майстром своєї справи в цій кузні працював Мазанович Іван Павлович. Так, як кузня стояла на дуже гарному місті, на березі р. Сирет, то ця місцевість притягувала до себе молодь. Щовечора збиралась молодь села, грала гармошка, лилася українська пісня. Це було улюблене місце відпочинку. Недалеко від кузні в 1960-х минулого століття роках побудували птахоферму. Завідувачкою там була Гречко Євгенія. Село поступово відроджувалось. Записано з розповідей: Мазановича Павла Адамовича, Новика Григорія Терентійовича 1932 р.н., Бик Любові Федорівни 1936 р.н., Хомицької Раїси Олексіївни 1936 р.н., Хомицької Федори Григорівни 1936 р.н.[джерело?]
До 1917 року село входило до складу Російської імперії. У 1918—1920 роки нетривалий час перебувало в складі Української Народної Республіки. У 1921—1939 роки входило до складу Польщі. У 1921 році село входило до складу гміни Теребежів Лунинецького повіту Поліського воєводства Польської Республіки. 1 січня 1923 року розпорядженням Ради Міністрів Польщі Висоцька гміна вилучена із Сарненського повіту і включена до Столінського повіту. У 1935 році село Городище разом з хутором Гумно належало до однойменної громади гміни Висоцьк Поліського воєводства.
З 1939 року — у складі Рівненської області УРСР. У роки Другої світової війни деякі мешканці села долучилися до національно-визвольної боротьби у лавах УПА та ОУН. 16 листопада 1949 року в рамках боротьби УПА проти створення колгоспів боївка СБ «Клима» знищила керівництво колгоспу Городища. Загалом встановлено 19 жителів села, які брали участь у визвольних змаганнях, з них 2 загинуло, 16 було репресовано.
У 1947 році село Городище підпорядковувалося Городищенській сільській раді Висоцького району Ровенської області УРСР.
Відповідно до прийнятої в грудні 1989 року постанови Ради Міністрів УРСР село занесене до переліку населених пунктів, які зазнали радіоактивного забруднення внаслідок аварії на Чорнобильській АЕС, жителям виплачувалася грошова допомога. Згідно з постановою Кабінету Міністрів Української РСР, ухваленою в липні 1991 року, село належало до зони гарантованого добровільного відселення. На кінець 1993 року забруднення ґрунтів становило 1,19 Кі/км² (137Cs + 134Cs), молока — 4,39 мКі/л (137Cs + 134Cs), картоплі — 0,61 мКі/кг (137Cs + 134Cs), сумарна доза опромінення — 132 мбер, з якої: зовнішнього — 15 мбер, загальна від радіонуклідів — 117 мбер (з них Cs — 106 мбер).

## Населення
Станом на 1 січня 2011 року населення села становить 580 осіб. Густота населення — 987,5 особи/км².
Станом на 10 вересня 1921 року в селі налічувалося 123 будинки та 751 мешканець, з них: 360 чоловіків та 391 жінка; 706 православних, 44 юдеї та 1 римо-католик; 415 осіб записано білорусами, 292 поляками та 44 євреями.
Згідно з переписом УРСР 1989 року чисельність наявного населення села становила 714 осіб, з яких 348 чоловіків та 366 жінок. На кінець 1993 року в селі мешкало 697 жителів, з них 156 — дітей.
За переписом населення України 2001 року в селі мешкала 621 особа.

### Мова
Розподіл населення за рідною мовою за даними перепису 2001 року:
| Мова       | Відсоток |
| ---------- | -------- |
| українська | 93,20 %  |
| білоруська | 3,96 %   |
| російська  | 2,53 %   |
| інші       | 0,31 %   |

### Вікова і статева структура
Структура жителів села за віком і статтю (станом на 2011 рік):
| Вік   | Чоловіків | Жінок | Разом |
| ----- | --------- | ----- | ----- |
| 0-17  | 53        | 61    | 114   |
| 18-39 | 93        | 75    | 168   |
| 40-59 | 69        | 79    | 148   |
| 60+   | 65        | 85    | 150   |
| Разом | 280       | 300   | 580   |

### Соціально-економічні показники
| Працездатне населення | Працездатне населення | Працездатне населення | Працездатне населення | Працездатне населення | Працездатне населення | Непрацездатне населення | Непрацездатне населення | Непрацездатне населення | Непрацездатне населення | Непрацездатне населення | Непрацездатне населення | Все населення |
| Чоловіки              | Чоловіки              | Жінки                 | Жінки                 | Разом                 | Разом                 | Чоловіки                | Чоловіки                | Жінки                   | Жінки                   | Разом                   | Разом                   | 580           |
| ос.                   | %                     | ос.                   | %                     | ос.                   | %                     | ос.                     | %                       | ос.                     | %                       | ос.                     | %                       | 580           |
| --------------------- | --------------------- | --------------------- | --------------------- | --------------------- | --------------------- | ----------------------- | ----------------------- | ----------------------- | ----------------------- | ----------------------- | ----------------------- | ------------- |
| 168                   | 29                    | 154                   | 27                    | 322                   | 56                    | 56                      | 10                      | 103                     | 18                      | 159                     | 27                      | 580           |

| Зайняті  | Зайняті  | Зайняті | Зайняті | Зайняті | Зайняті | Безробітні | Безробітні | Безробітні | Безробітні | Безробітні | Безробітні | Все населення |
| Чоловіки | Чоловіки | Жінки   | Жінки   | Разом   | Разом   | Чоловіки   | Чоловіки   | Жінки      | Жінки      | Разом      | Разом      | 580           |
| ос.      | %        | ос.     | %       | ос.     | %       | ос.        | %          | ос.        | %          | ос.        | %          | 580           |
| -------- | -------- | ------- | ------- | ------- | ------- | ---------- | ---------- | ---------- | ---------- | ---------- | ---------- | ------------- |
| 25       | 12       | 23      | 11      | 48      | 23      | 32         | 15         | 25         | 12         | 57         | 27         | 580           |

| Дорослі | Діти | Пенсіонери | Інваліди Німецько-радянської війни | Учасники бойових дій | Інваліди всіх груп і категорій | Люди, які обслуговуються служб. соц. допом. на дому | Неповні сім'ї | Діти з неповних сімей | Багатодітні сім'ї | Діти з багатодітних сімей | Діти-інваліди | Діти-сироти | Одинокі багатодітні матері |
| ------- | ---- | ---------- | ---------------------------------- | -------------------- | ------------------------------ | --------------------------------------------------- | ------------- | --------------------- | ----------------- | ------------------------- | ------------- | ----------- | -------------------------- |
| 473     | 120  | 229        | -                                  | -                    | 45                             | 21                                                  | 2             | 2                     | 10                | 30                        | -             | 3           | 1                          |

## Політика

### Органи влади
Місцеві органи влади представлені Туменською сільською радою.

### Вибори
Село входить до виборчого округу № 155. У селі розташована виборча дільниця № 560294. Станом на 2011 рік кількість виборців становила 458 осіб.

## Культура
У селі працює Городищенський сільський клуб на 120 місць. Діє Городищенська публічно-шкільна бібліотека, книжковий фонд якої становлять 5947 книг та яка має 3 місця для читання, 1 особу персоналу, кількість читачів — 550 осіб.

## Релігія
Список конфесійних громад станом на 2011 рік:
| Релігійна громада УПЦ | УПЦ (МП) | 5 червня 2001 | 50 | Церква | [ 32 ] |
| — православні.        |          |               |    |        |        |

## Освіта
У селі діє Городищенська загальноосвітня школа І ступеня. У 2011 році в ній навчалося 6 учнів (із 60 розрахованих) та викладало 4 учителі.

## Особистості

### Народилися
- Гречко Нестор Несторович («Заруба», «Переянов», 1910 — 10 березня 1948), референт служби безпеки Висоцького районного проводу.[14]
- Новик Олександр Васильович (11 серпня 1961— 26 липня 1986), машиніст-обхідник турбінного обладнання на Чорнобильскій АЕС, ліквідатор аварії на ЧАЕС, який помер від променевої хвороби в 6-й Московській лікарні через смертельну дозу радіації. Похований на Митинському цвинтарі в Москві.[34]

## Галерея

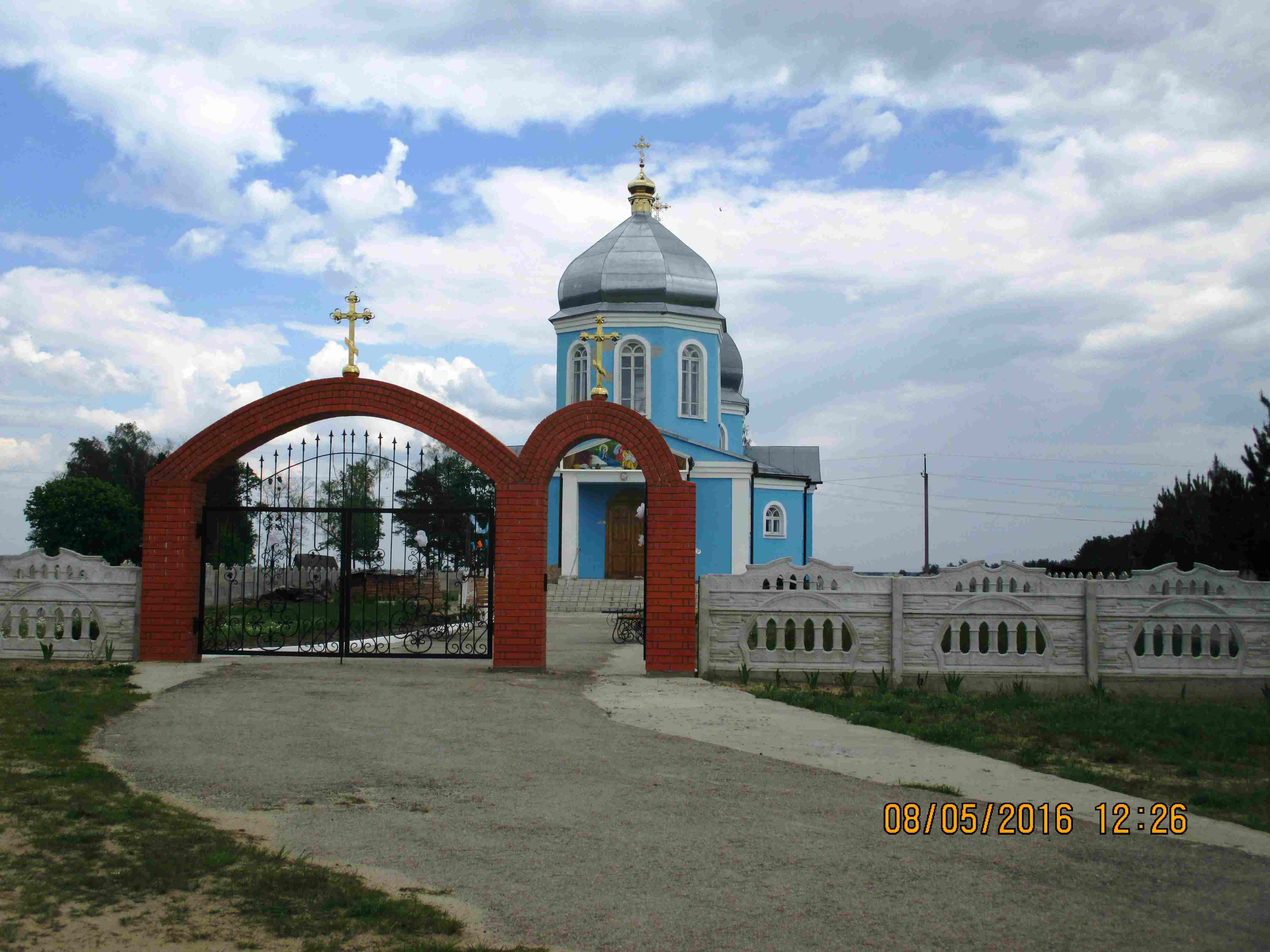
Свято-Різдва-Богородичний храм
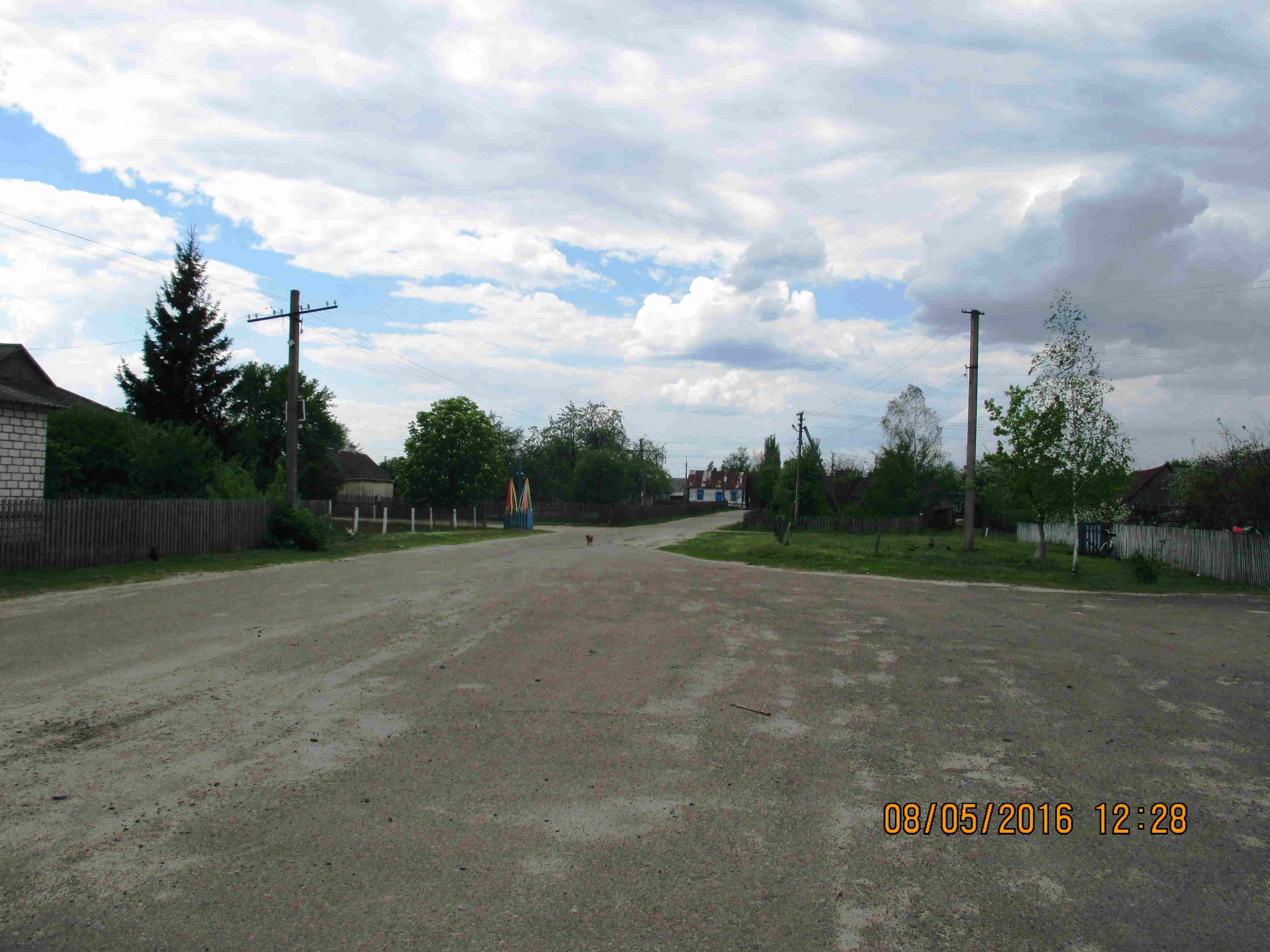
Сільська вулиця
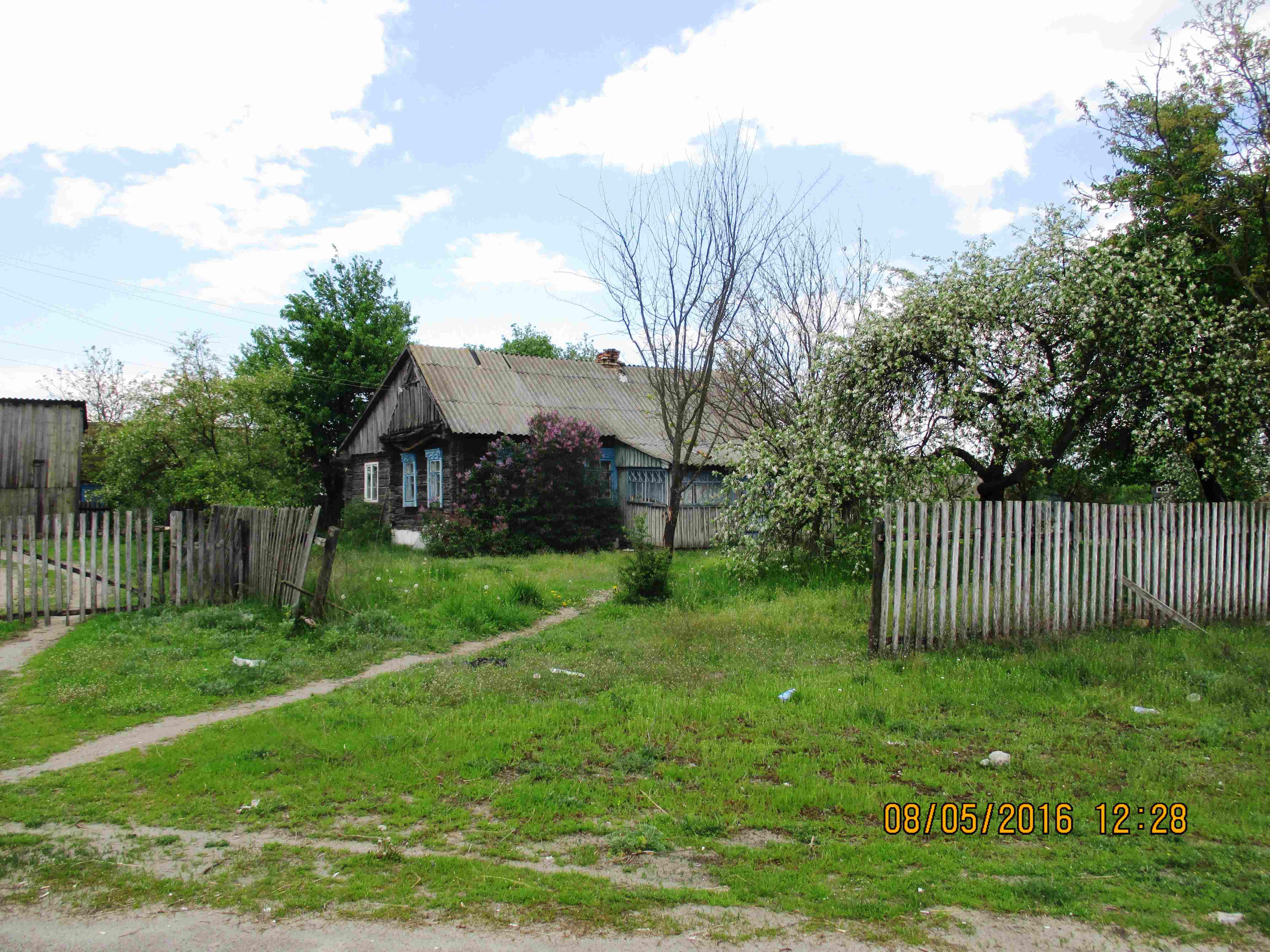
Сільський будинок
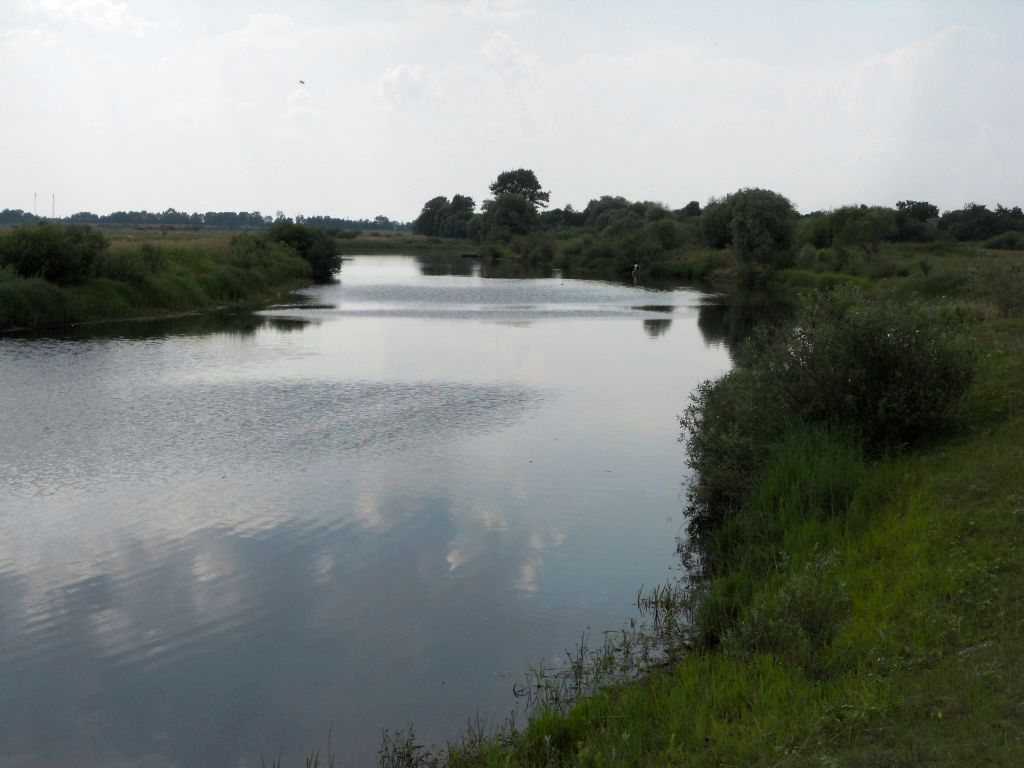
Річка Сирень поблизу села

#### Офіційні дані та нормативно-правові акти
- Паспорт Дубровицького району (станом на 1 січня 2011 року) (doc). Дубровицька районна рада. Архів оригіналу за 10 лютий 2015. Процитовано 16 жовтня 2019.

#### Мапи
- Історичний Атлас України / Гол. ред. Л. Винар; Упорядн.: І. Тесля, Е. Тютько. Українське історичне товариство. — Монреаль; Нью-Йорк; Мюнхен, 1980. — 182 с.